# 킹 아더 (뮤지컬)
뮤지컬 《킹아더》 (원제: La Légende du roi Arthur/아서왕의 전설)는 도브 아티아가 쓴 프랑스 뮤지컬이다. 2015년 9월 파리에서 초연되었고, 프랑스, 벨기에, 스위스에서 투어 공연되었다. 한국에서는 2019년 3월 초연무대를 가졌다.

## 줄거리
전설의 검 엑스칼리버를 뽑기 위한 기사 결투장에 의붓형 케이의 시종으로 따라간 아더는 우연히 엑스칼리버를 뽑게 된다.
멀린은 아더를 왕으로 추대하고 왕위를 꿈꾸던 멜레아강은 이에 반감을 품은 채 모습을 감춘다.
한편, 전투 중 부상을 입은 아더는 그를 간호하던 귀네비어와 사랑에 빠지고 두 사람은 결혼을 약속한다.
행복한 미래를 꿈꾸던 아더 앞에 나타난 이야기꾼 모르간과 기사 랜슬롯
두 사람으로 인해 아더는 완전히 새로운 국면에 봉착하게 되는데...

## 등장인물

### 2019년 한국 초연
- 아더 : 장승조, 한지상, 고훈정
- 귀네비어 : 임정희, 간미연, 이지수
- 랜슬롯 : 임병근, 장지후, 니엘
- 멜레아강 : 김찬호, 이충주, 강홍석
- 모르간 : 리사, 박혜나, 최수진
- 멀린 : 지혜근
- 케이 : 김지욱
- 가웨인 : 이종찬
- 레이아 : 정다영
- 늑대 : 이기흥
- 사슴 : 이영호
- 앙상블 : 주홍균, 최민준, 이재범, 권기중, 이승현, 노해영, 이종찬, 오홍학, 임동섭, 김정민, 이보슬, 남궁민희, 황보주성, 홍윤영, 고샛별, 우미나, 김재희, 임상희
- 스윙 : 전성혜, 하웅환, 이윤환

### 2022년 한국 재연
- 아더 : 송원근, 고훈정, 이충주
- 귀네비어 : 린지, 이지수, 이지연
- 랜슬롯 : 임병근, 이승헌, 노윤
- 멜레아강 : 김찬호, 백형훈, 김진욱
- 모르간 : 정영주, 최현주, 홍륜희
- 멀린 : 지혜근, 김태한
- 가웨인 : 이종찬
- 레이아 : 정다영
- 앙상블 : 김서노, 홍윤영, 이성진, 정성재, 이동희, 김정민, 김하린, 김성현, 이민아, 김영광, 김영기, 조은서

## 창작진
- 작곡 - Dove ATTIA Rod Janois Zaho Skead Silvio Lisbonne Rodrigue Janoise
- 작사 - Dove ATTIA CHOUQUET Vincent BAGUIAN ZAHO Nicolas Boisnard
- <2019 한국>
- 연출/각색 – 오루피나
- 음악감독/편곡 – 신은경
- 안무 – 채현원
- 무대디자이너 – 오필영, 조유진
- 조명디자이너 – 원유섭
- 음향디자이너 – 김필수
- 영상디자이너 – 조수현
- 의상디자이너 – 안현수
- 분장디자이너 – 김경희
- 소품디자이너 – 김린아, 정민지
- 프로듀서 - 오훈식

## 뮤지컬 넘버
1막
overture
주문 (시민들, 기사들, 군사, 대장장이)
다시 일어나리라 rep. (아더)
새로운 시작 rep. (멜레아강)
주문  rep. (기사들, 시민들)
빼앗긴 나의 시간 (멜레아강, 기사들)
나는 누구인가 (아더, 멀린)
약속 지켜 (멜레아 강)
빼앗긴 나의 시간 rep. (멜레아강)
불가능을 꿈꾸다 (귀네비어)
마법처럼 (아더, 귀네비어)
새로운 시작 (멜레아강)
어디든, 멀리 (귀네비어)
불쌍한 아이 (모르간)
대가를 치러야 해 (모르간)
내 행복은 내 운명 (케이, 시녀든)
흔들리는 내 마음 (귀네비어)
신이여. 부디 (아더)
약속해 (아더, 귀네비어, 랜슬롯)
우리를 구하소서 (시민들)
다시 일어나리라 (아더)
2막
잘자, 모르간 (모르간, 코러스)
복수의 약속 (모르간, 멜레아강)
사랑은 바보 같은 것 (랜슬롯)
사라져버린 꿈 (모르간)
아더의 맹세1 (아더)
사랑이 아닌 듯이 (귀네비어, 랜슬롯)
맹세해  (모르간, 멜레아강)
아더의 맹세2 (아더)
깨어나 (랜슬롯, 코러스)
그럴 리 없어 (아더)
이 불행은 끝날까 (귀네비어, 멜레아강)
새로운 시작 rep.2 (멜레아강)
사랑은 바보 같은 것 rep. (귀네비어, 랜슬롯)
나의 싸움 (아더, 모르간)
왕국의 영광을 위해 (아더, 멀린)
다른 사람 곁에서 (아더)